# ديلبرت لامب
ديلبرت لامب (بالإنجليزية: Delbert Lamb)‏ هو متزلج سريع أمريكي، ولد في 22 أكتوبر 1914 في ميلواكي في الولايات المتحدة، وتوفي في 25 سبتمبر 2010 في فرانكلين في الولايات المتحدة بسبب مرض آلزهايمر.

## وصلات خارجية
- ديلبرت لامب على موقع SpeedSkatingBase.eu (الإنجليزية)
- ديلبرت لامب على موقع SpeedSkatingNews.info (الإنجليزية)
- ديلبرت لامب على موقع SpeedSkatingStats.com (الإنجليزية)
- ديلبرت لامب على موقع أوليمبيديا (الإنجليزية)